# Persones altament sensibles
Les persones altament sensibles (abreujat PAS) són aquelles persones que tenen com a tret de personalitat l'alta sensibilitat sensorial i emocional que es caracteritza a percebre els estímuls i processar la informació amb més intensitat i profunditat.
L'alta sensibilitat és un tret de personalitat hereditari que consisteix a percebre i processar la informació sensorial (visual, auditiva, tàctil, olfactiva i gustativa) de manera més profunda i intensa que la resta de persones. S'estima que aproximadament un 20% de la població són d'aquest col·lectiu. Els estímuls sensorials en les PAS produeixen una major activació i reacció del cervell. L'alta sensibilitat no és cap patologia ni trastorn, forma part d'una manera de ser i d'interactuar amb l'entorn i afecta dones i homes per igual. Una persona és altament sensible quan, segons els estudis realitzats, presenta aquestes quatre característiques alhora: subtilesa i intensitat en la percepció dels estímuls sensorials, saturació sensorial, intensa emotivitat i empatia i per acabar, profunditat de pensament i raonament.

## Característiques de l'alta sensibilitat
Cap als anys 90 la Doctora i investigadora en psicologia Elaine Aron i Arthur Aron van estudiar la sensibilitat en el processament sensorial (SPS) observant que hi havia individus que presentaven un processament de la informació sensorial més profund i intens. Elaine Aron va associar la SPS a un tipus de personalitat, la va definir segons aquest únic tret, i la va denominar Highly Sensitive Person (HSP), és a dir Persona Altament Sensible (PAS). És una característica que té una base neurològica demostrada científicament. És per això que s’han realitzat diversos estudis sobre el funcionament del cervell de les persones amb alta sensibilitat. Les persones altament sensibles reuneixen quatre característiques indispensables per a identificar-se com a tal. Aquests quatre pilars són:

#### Subtilesa i intensitat en la percepció dels estímuls sensorials
Les PAS no només perceben intensament els estímuls referents als sentits (vista, tacte, oïda, gust i olfacte), sinó que també s’adonen de detalls i subtileses com petits canvis en l’entorn o en l’estat emocional de les persones que tenen al seu voltant. Poden sentir-se incòmodes en una gran varietat de situacions de la vida quotidiana que per a la resta de la població passen desapercebudes. Es saturen en entorns on hi ha massa volum o continuïtat de sons i sorolls. Llocs on hi ha molta gent o llums intensos. Perceben amb agudesa les olors. Molts tipus de teixits, etiquetes de la roba, en contacte amb la pell els produeixen incomoditat. Són persones a qui no se’ls escapa cap detall, per petit que sigui, per això tenen tendència al perfeccionisme.

#### Saturació sensorial
Les persones altament sensibles, com que reben molta informació a través dels sentits, sovint arriben a la saturació sensorial. L’excés d’estimulació fa que es produeixi una saturació en la percepció i els calgui aprendre a auto regular les reaccions als estímuls o buscar un distanciament dels entorns amb molts sorolls, sons, llums, imatges i olors. La saturació sensorial es produeix perquè la persona amb alta sensibilitat té el sistema neurosensorial més desenvolupat, rep la mateixa informació de l'entorn que la resta, però la processa amb més intensitat i de manera simultània. Com a conseqüència acostumen a ser persones que els agrada el contacte amb la natura, passar estones soles, practicar esports a l’aire lliure o desenvolupar la vessant artística (arts plàstiques, música, escriptura, etc). Ja que necessiten distanciar-se dels llocs i situacions que els produeixen aquesta saturació.

#### Intensa emotivitat i gran empatia.
L'alta sensibilitat comporta una gran emotivitat en les persones PAS. La manera d’expressar l’alegria, la tristesa, la injustícia, etc. és molt intensa i va lligada a una forta empatia. L'empatia és una característica que també forma part del tret de l’alta sensibilitat. Les PAS s’emocionen amb facilitat davant situacions i sensacions. Son persones empàtiques, connecten amb les emocions dels altres. Poden imaginar-se fàcilment com es pot sentir una altra persona en una situació concreta o posar-se en el seu lloc. Capten ràpidament el llenguatge no verbal dels altres, els seus gestos o moviments. Sovint poden estar compromeses en causes humanitàries, injustícies socials o mediambientals. Això també els pot produir un important desgast emocional ja que els costa dir que no a les demandes dels altres. Son molt sensibles a les crítiques dels altres.

#### Profunditat de pensament i raonament.
Les persones amb alta sensibilitat tenen tendència a pensar i repensar les coses. Donen moltes voltes a les situacions i esdeveniments. És per això que acostumen a reflexionar molt sobre els temes generals i essencials per aconseguir una major comprensió. Es plantegen sovint preguntes sobre el sentit de la vida, la mort, les injustícies, les decisions... Tenen un profund nivell d’autoconsciència. Prefereixen connexions enriquidores amb els altres que hores de converses supèrflues. En el dia a dia, a vegades, els costa prendre decisions perquè prèviament dediquen temps a valorar avantatges i inconvenients de les diferents opcions que tenen al davant.

## El cervell de les PAS
S’han realitzat diversos estudis sobre el funcionament del cervell de les persones amb alta sensibilitat. Els estudis realitzats a la Universitat de Stony Brook (Nova York) per Elain Aron i el seu equip, van revelar que les persones amb alta sensibilitat tenen un cervell emocional dotat d’una gran empatia. Son cervells orientats a la sociabilitat i a la connexió amb els altres. Bàsicament el que van concloure és que els processos cerebrals d’aquestes persones mostren una sobreexcitació en les àrees neuronals relacionades amb les emocions i amb la interacció: son capaces de desxifrar i intuir els sentiments dels que tenen al davant, però alhora han d’afrontar un problema elemental. És que la resta de les persones no té la mateixa empatia, per la qual cosa hi ha un desequilibri respecte a la seva sensibilitat i la dels del seu voltant. Per aquest motiu es veuen a si mateixos com a diferents. Al llarg d’aquests estudis es van realitzar diferents proves com ressonàncies magnètiques a persones PAS i noPAS. Llavors se les va exposar a diferents estímuls per observar l’activitat bioquímica i de les diferents estructures que conformen el cervell. Els resultats van ser visibles en dos aspectes: Les neurones mirall i l'ínsula.

#### Les neurones mirall
Les neurones mirall fan una funció social, per això son presents en humans i primats. Estan situades en el còrtex frontal inferior del cervell i molt a prop de la zona del llenguatge. Les neurones mirall estan relacionades amb l’empatia i amb l’habilitat per captar, processar i interpretar les emocions dels altres. En les persones amb alta sensibilitat l’activitat de les neurones mirall és contínua i molt destacable des de la infantesa.

#### L'ínsula
L'ínsula és una estructura petita situada al còrtex insular i alhora relacionada amb el sistema límbic, una estructura bàsica en les emocions. L'ínsula ens aporta una visió més subjectiva i íntima de la realitat. Els científics d’aquest estudi anomenen a l'ínsula “el seient de la consciència”, ja que reuneix gran part dels pensaments, intuïcions, sentiments i percepcions de tot allò que els humans experimenten a cada instant. En les persones amb alta sensibilitat, aquesta estructura coneguda com ínsula té una gran activitat en comparació amb la resta de persones.

## Els infants amb alta sensibilitat
Els infants amb alta sensibilitat han de ser acompanyats per un entorn familiar i escolar conscient del seu tret de personalitat, al llarg del seu creixement. D'aquest acompanyament dependrà que quan siguin adults siguin persones amb una adequada gestió emocional i de les diferents situacions de la vida. Un infant amb alta sensibilitat que hagi viscut una infantesa en un ambient on la seva sensibilitat s'hagi passat per alt o l'estiu educatiu no tingui en compte les seves emocions, es pot sentir sol o incomprès, i a la llarga pot esdevenir un adult amb dificultats en les relacions amb els altres. En canvi, un infant que hagi viscut en un entorn on es comprengui el seu tret diferencial i se l'acompanyi en les situacions d'estrès, saturació sensorial i emocional, podrà d'adult gestionar l'alta sensibilitat. És per això que s'ha de parar atenció en algunes característiques dels nens i nenes altament sensibles (NAS) que tot i semblar-se a les dels adults PAS tenen alguns matisos. Se sobresalten amb facilitat si hi ha sorolls inesperats o forts. No els agraden les sorpreses, ja que els costa adaptar-se als canvis inesperats. Prefereixen jocs tranquils i no competitius i els pot costar dormir després d'un dia excitant. Aprofundeixen molt sobre el que passa al seu voltant i al seu interior i acostumen a plantejar preguntes profundes als adults que no son freqüents a la seva edat. Poden tenir dificultat per expressar les seves necessitats però tenen un enginyós sentit de l'humor.

## Gestió de l'alta sensibilitat
L'alta sensibilitat planteja la qüestió de com integrar aquest tret en la forma de viure de cada persona, el lloc, les relacions laborals i familiars, l'entorn social i tot el que forma part de l'entorn personal. És per això que hi ha dos aspectes a destacar, la gestió a nivell físic i la gestió a nivell emocional. La gestió del tret d'alta sensibilitat a nivell físic passa per protegir-se de la sobre-estimulació sensorial. Quan molesten les llums intenses s'han de canviar per llums més tènues, en cas d'estar a l'aire lliure usar ulleres de sol. Pels sons o sorolls forts inevitables es poden portar auriculars o taps. Fer servir roba de cotó o lli i poc ajustada millora el contacte dels teixits amb la pell. Respecte del gust i l'olfacte és de lògica la tendència a buscar aliments i olors que resultin agradables per una mateixa. La gestió del tret d'alta sensibilitat a nivell emocional dependrà d'allò que s'adeqüi més a cada persona. Tècniques de respiració i relaxació. Pràctica de la meditació. Fer esport o caminar a l'aire lliure en contacte amb la natura. Compartir experiències i comunicar-se amb altres persones amb alta sensibilitat. Desenvolupar la capacitat creativa i artística.